# Guaibasaurus
Guaibasaurus is een geslacht van saurischische dinosauriërs dat tijdens het late Trias leefde in het gebied van het huidige Brazilië. De typesoort is Guaibasaurus candelariensis.

## Vondst en naamgeving
De soort is in 1999 benoemd en beschreven door José Bonaparte, Jorge Ferigolo en Ana Maria Ribeiro. De geslachtsnaam is afgeleid van de naam van het bassin van de Rio Guaíba. De soortaanduiding verwijst naar de plaats Candelária.

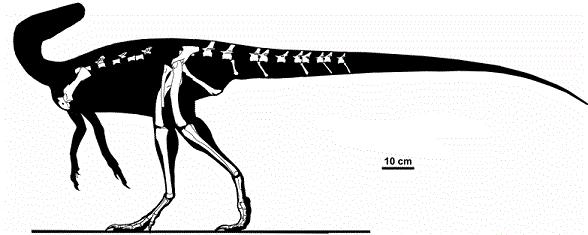
Het materiaal van het holotype

Eind jaren negentig werden twee gedeeltelijke skeletten van de soort opgegraven bij op de Botucaraíheuvel in de Linha São Luiz’-vindplaats, twee kilometer ten noorden van Faxinal do Soturno in een laag van de Caturritaformatie die stamt uit het Norien. Guaibasaurus is daarmee een van de oudste bekende dinosauriërs. Het eerste fossiel is het holotype, MCN-PV 2355. Het omvat vier wervelcentra van de ruggenwervels, twee wervelbogen van ruggenwervels, vijf ribben, delen van de eerste en tweede sacrale wervel, tien voorste staartwervels, zes verdere staartwervels, chevrons, een stuk linkerschouderblad, een ravenbeksbeen, stukken van de darmbeenderen, de schaambeenderen en de zitbeenderen, de dijbeenderen, de scheenbeenderen, de kuitbeenderen, de sprongbeenderen, de calcanea, vijf middenvoetsbeenderen, teenkootjes en teenklauwen. Bijna al het materiaal is onvolledig en beschadigd; verder is het slecht geprepareerd. Het tweede fossiel is het paratype, MCN-PV 2356, bestaande uit het onderstuk van een linkerachterpoot.
In 2007 werd een iets groter derde exemplaar beschreven, UFRGS PV0725T. Dit is completer dan het holotype, met vooral meer delen van de wervelkolom, namelijk veertig wervels, en ook de bijna complete voorpoten. In 2011 werd, in het kader van een nieuwe beschrijving van het hele materiaal, nog een blok met botten gemeld, specimen  MCN PV 10112. In 2012 werd van het derde exemplaar gemeld dat het in een rusthouding lag welke op die van de vogels leek, met opgevouwen ledematen en een teruggebogen nek. Het zou bedoeld zijn om warm te blijven en een teken zijn van warmbloedigheid.

## Beschrijving

### Grootte en onderscheidende kenmerken

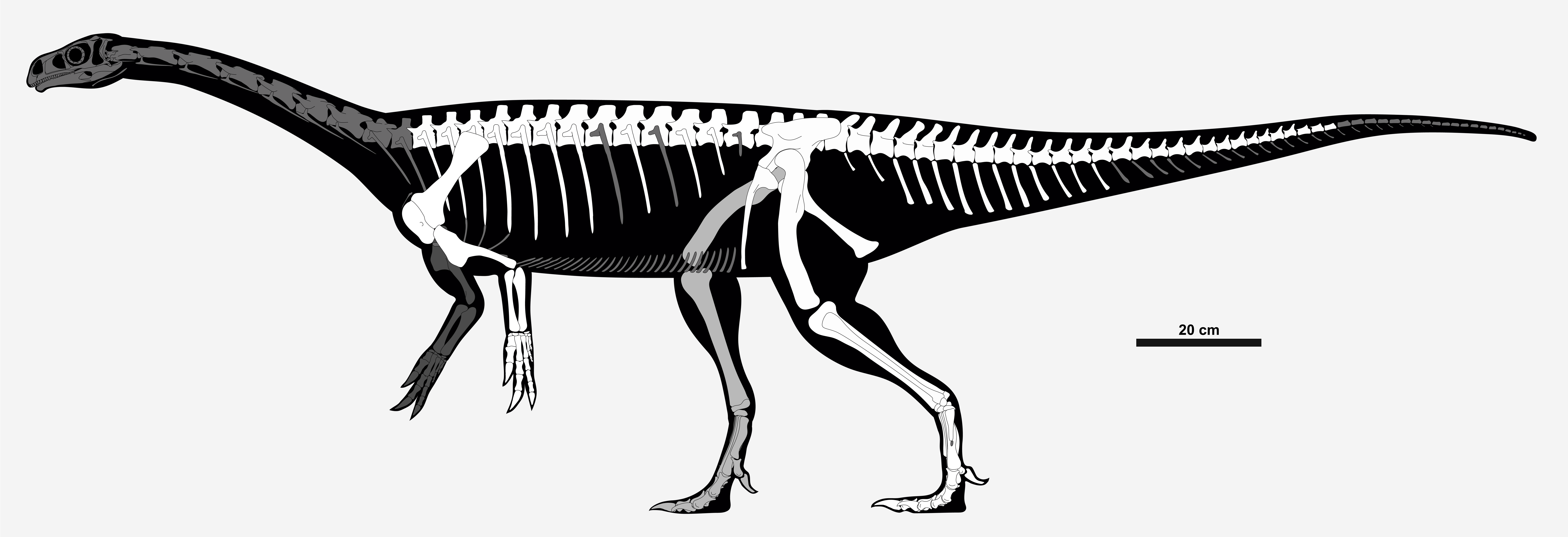
Het materiaal van alle specimina gecombineerd

Guaibasaurus is een kleine lichtgebouwde dinosauriër met een lengte van ongeveer twee meter. Het dijbeen van UFRGS PV0725T heeft een lengte van zevenentwintig centimeter.
In 2011 werden twee autapomorfieën vastgesteld, unieke afgeleide eigenschappen. Op het darmbeen ligt er aan de voorzijde van de antitrochanter een verticale groeve. Het sprongbeen heeft een verkleind ondervlak terwijl voorzijde en achterzijde iets schuin omlaag gericht zijn. Verder heeft het hoofdlichaam van het schaambeen een dwarsgroeve in de achterrand.
Verder is er een unieke combinatie van op zich niet unieke kenmerken. Guaibasaurus verschilt van Herrerasauridae door horizontaal verlengde achterste ruggenwervels, een lang achterblad van het darmbeen met een goed ontwikkelde groeve in de onderzijde voor de aanhechting van de retractorspier en een niet verbreed onderste uiteinde van het schaambeen. Hij verschilt van Neotheropoda door het bezit van slechts twee sacrale wervels, een voorblad van het darmbeen dat niet verbreed is en een hielbeen dat niet versmald is. Hij verschilt van typische Sauropodomorpha door een smal onderste uiteinde van het opperarmbeen en in het bijzonder van Saturnalia en Panphagia door een overdwars verlengd onderste uiteinde van het scheenbeen. Hij verschilt van Saturnalia, Chindesaurus  en Eoraptor door het ontbreken van een beenplateau op de bovenste schacht van het dijbeen en van Eoraptor in het bijzonder door een smal derde middenvoetsbeen. Hij deelt met Silesaurus en Chindesaurus een verbreding naar boven op de middelste hoogte van de bovenste achterste hoek van het sprongbeen.

### Skelet

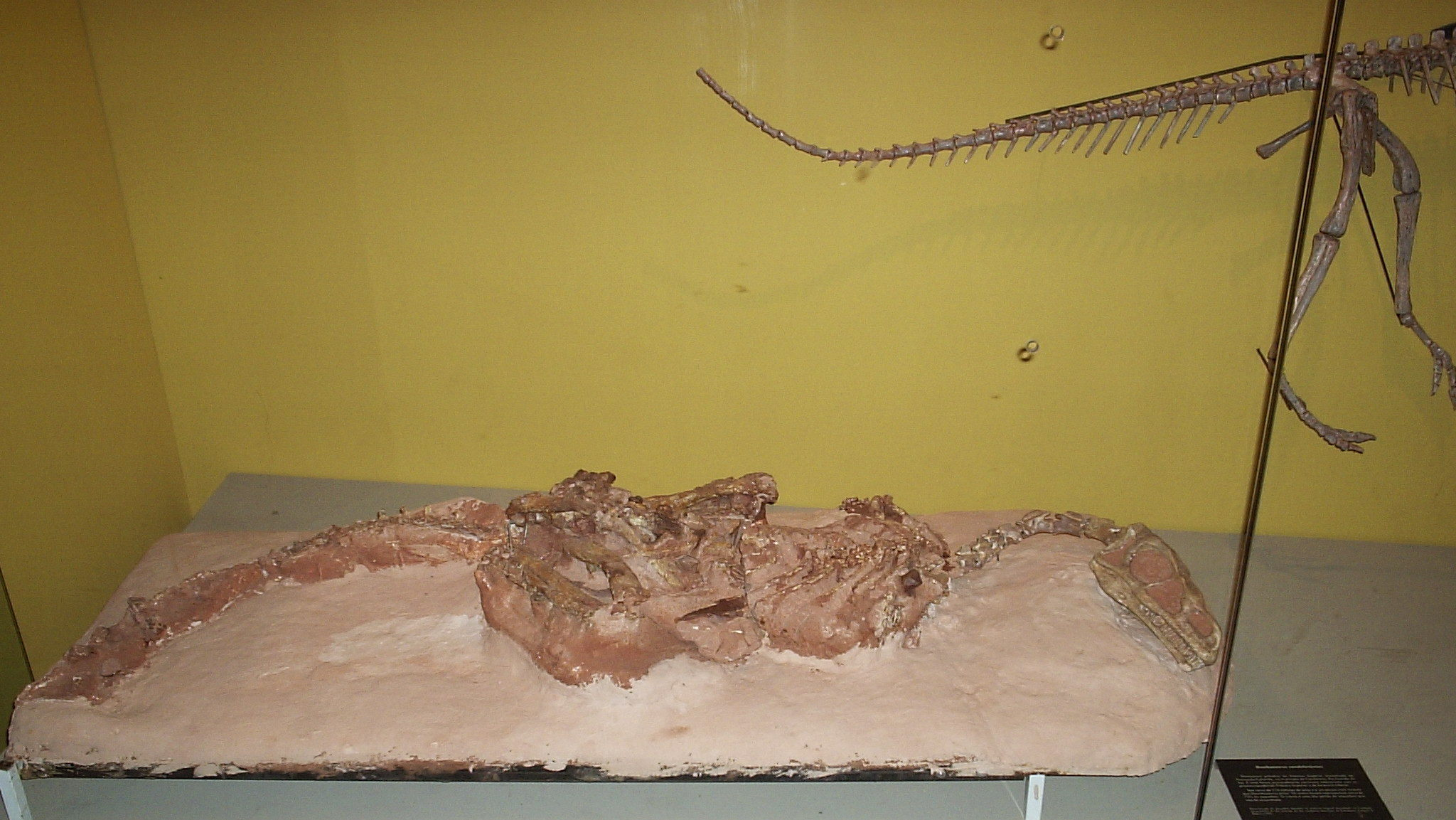
Replica van het skelet van Guaibasaurus, aangevuld met een hypothetische schedel

#### Wervelkolom
UFRGS PV0725T omvat veertien presacrale wervels. Wellicht vertegenwoordigt dit de hele rug, maar het kan ook zijn dat die dertien wervels telt en voorste bewaarde wervel de laatste halswervel is. Bij de ruggenwervels hebben de zijuitsteeksels een vrij eenvoudige systeem van laminae met twee richels op de onderzijde, met daartussen en ervoor diepe uithollingen. Er is een hyposfeen-hypanthrum-systeem aanwezig van secundaire gewrichtsuitsteeksels. De voorste ruggenwervels zijn ongekield. Er zijn diepe uithollingen op de zijden, maar die zijn niet doorboord zodat het geen echte pleurocoelen zijn. De zijuitsteeksels zijn voor in de reeks schuin naar achteren gericht en lopen taps toe. Achter in de rug staan de zijuitsteeksels naar bezijden uit.
Dat er slechts twee sacrale wervels zijn, is een zeer basaal kenmerk. Het is echter niet geheel zeker dat een derde dorsosacraal ontbreekt want de sacrale wervels zijn niet in verband met het bekken gevonden. In 1999 werd nog gedacht dat er drie sacrale wervels waren. Het korte darmbeen komt echter overeen met een totaal van twee wervels. Sacrale ribben en zijuitsteeksels zijn vergroeid  tot driehoekige structuren. Die hebben een verticaal hoge voorrand die aan het uiteinde hol gekromd is in bovenaanzicht.
UFRGS PV0725T telt vierentwintig staartwervels, vermoedelijk ongeveer de helft uit een totaal van zo'n vijftig. De meeste zeer basale dinosauriërs hebben er veertig tot vijftig. De zijuitsteeksels staan iets schuin naar achteren en boven. Zij zijn verticaal afgeplat en missen uithollingen op de onderzijde. In de staartbasis staan de doornuitsteeksels achter op de wervelboog schuin naar achteren. Meer naar achteren staan zowel de doornuitsteeksel als zijuitsteeksels rechter en zijn korter. Na de derde wervel krijgen de zijkanten van de doornuitsteeksels een schuine groeve op de voorste helft. De wervelboog is opvallend uitgehold onder de achterste gewrichtsuitsteeksels. De overgang naar de middenstaart ligt rond de achtste wervel. De chevrons zijn onderaan licht verbreed en staan vrij verticaal. De haemaalbogen zijn bovenaan gesloten.
De ribben hebben over de volle lengte een lengtegroeve aan de achterzijde en bovenaan een groeve aan de voorzijde. Het tuberculum is kort en door een beenweb verbonden met het langere capitulum. De buik wordt bedekt door een korf van buikribben.

#### Ledematen

Van specimen UFRGS PV0725T werd in 2011 een mogelijk sleutelbeen gemeld. Dergelijke elementen worden bij Sauropodomoprha zelden aangetroffen en zijn niet vergroeid tot een vorkbeen. Uit het Trias is verder alleen een sleutelbeen van Coelophysis bekend. Mocht de identificatie, slechts gebaseerd op de locatie in het fossiel, correct zijn lijkt het sleutelbeen niet op dat van enig andere dinosauriër.
De binnenzijde van het schouderblad heeft een lengterichel langs de achterrand lopen met een ondiepe evenwijdige groeve ervoor. Het schoudergewricht is schuin naar beneden en achteren gericht en iets zijwaarts. Het ravenbeksbeen is, voor zover bewaard, rond.
Bij het opperarmbeen staat de punt van de deltopectorale kam op 45% van de bovenste schachthoogte. De onderzijde van de kam staat haaks op de schacht en de kam staat haaks op de lijn tussen de onderste gewrichtsknobbels. Meer naar onderen is de schacht sterk naar achteren gebogen. Het eerste middenhandsbeen is veel korter en breder dan het tweede en derde. Het bovenvlak van het eerste middenhandsbeen heeft een driehoekig profiel. Bij het ondervlak steekt de buitenste gewrichtsknobbel verder uit. De as tussen de onderste gewrichtsknobbels is niet gewrongen ten opzichte van het bovenvlak. Het tweede middenhandsbeen is niet gebogen. Het derde middenhandsbeen is dunner. Het vierde middenhandsbeen is nog langwerpiger. De hand telt vermoedelijk vier vingers; of er een vijfde was, is onzeker. Van de vierde vinger zijn geen elementen gevonden; de aanwezigheid ervan wordt slechts afgeleid uit het feit dat het vierde middenhandsbeen onderaan een gewrichtsvlak bezit. De tweede en derde vinger zijn ongeveer even lang; de eerste vinger is duidelijk korter en vermoedelijk ook de vierde. De formule van de vingerkootjes is 2-3-4-?-?. Het eerste kootje van de eerste vinger is langer dan het eerste middenhandsbeen en ongeveer even lang als de duimklauw. De schacht ervan is naar buiten om de lengteas gewrongen. De duimklauw is gekromd, maar minder dan men van een roofdier zou verwachten. Bij de tweede vinger is het tweede kootje langer dan het eerste en even lang als de klauw, die de grootste is van de hand. Bij de dunne kootjes van de derde vinger is het derde het langst.
Basale kenmerken zijn: het bezit van vier vingers aan de hand; vier tenen aan de voet terwijl de vijfde teen gereduceerd is tot een enkel middenvoetsbeen; een bijna gesloten acetabulum in het heupgewricht en een hoge middenrichel op een nauw calcaneum. De formule van de teenkootjes is 2-3-4-5-0.

## Fylogenie
De plaats in de evolutionaire stamboom van Guaibasaurus is problematisch. Bonaparte wees het voorlopig toe naan een eigen Guaibasauridae. Hij meende dat Guaibasaurus een basaal lid van de Saurischia was, in bepaalde opzichten basaler dan de Herrerasauridae, maar vermoedelijk toch boven deze geplaatst, net onder het afsplitsingspunt tussen de herbivore Sauropodomorpha en de carnivore Theropoda. Overeenkomstig overwoog hij een levenswijze als omnivoor.
Exacte cladistische analyses echter hebben meestal tot uitkomst gehad dat Guaibasaurus een basale theropode was, inderdaad afgeleider dan de Herrerasauridae, maar boven Agnosphitys en onder Chindesaurus in de stamboom staand. In 2010 echter publiceerde Martïn Daniel Ezcurra een analyse die aangaf dat de Guaibasauridae tot de Sauropodomorpha behoorden en vermoedelijk planteneters waren.